# Joseph-Henri Mees
Pour les articles homonymes, voir Mees.
Joseph-Henri Mees (né Ignace-Joseph Mees à Bruxelles le 28 mai 1777 et mort à Paris le 18 décembre 1858,) est un violoniste, compositeur et chef d'orchestre belge.
Il étudie le violon à Bruxelles et apprend l'harmonie et le contrepoint avec son grand-père Ignace Vitzthumb.
Il arrive à Hambourg en 1794 avec son père Henri, qui y fonde une troupe de théâtre française avec des comédiens venus de Bruxelles mais aussi de plusieurs villes de France. Joseph-Henri s'y exerce au métier de chef d'orchestre et y épouse, le 16 décembre 1799, la danseuse Catherine Lambert, connue sous le nom de scène de Mme Saint-Romain. Leur fille Geneviève-Angélique, née à Rouen le 5 mai 1811, deviendra une danseuse renommée, sous le nom de Mlle Saint-Romain.
Mees parcourt ensuite l'Allemagne, la Suède et la France. Il dirige l'orchestre du Grand Théâtre de Bordeaux de 1803 à 1808, puis revient à Bruxelles où il ouvre une école de musique en 1816. Après la révolution belge de 1830 il se rend à Varsovie et à Kiev, où il ouvre également une école de musique, puis à Saint-Pétersbourg où il dirige l'orchestre de l'Opéra dès 1838.
Il se fixe à Paris au début des années 1850 et y meurt en 1858.

## Quelques œuvres
- L'Amour et les Grâces, romance, Rouen s.d. [1811].
- Le Fermier belge, opéra-comique représenté au théâtre de la Monnaie de Bruxelles le 9 novembre 1816.
- Journal de chant dédié à Son Altesse Impériale et Royale la princesse d'Orange, Bruxelles, 1818.
- Esther, oratorio représenté à Bruxelles en 1823.
- Abrégé historique sur la musique moderne depuis le quatrième siècle, Bruxelles, Académie de musique, 1828.